# Anna Fendi
Anna Fendi (ur. 23 marca 1933 roku w Rzymie) – włoska projektantka mody. Córka Edoardo i Adele Fendich – założycieli domu mody Fendi, w którym pracuje.

## Życiorys
Jest dzieckiem włoskich projektantów mody, założycieli domu mody Fendi. Ma 4 siostry: Paolę, Francę, Carlę (1937-2017) i Aldę. W 1964 roku wraz z siostrami otworzyła biuro na Via Borgognona w Rzymie. W 1965 roku rozpoczęto współpracę z niemieckim projektantem Karlem Lagerfeldem, który zaprojektował logo FF. W roku 1966 Fendi zaprezentowało swoją pierwszą kolekcję futer, zaprojektowaną przez Lagerfelda.
W 1977 roku marka Fendi wprowadziła linię prêt-à-porter. Gdy w 1978 roku zmarła Adele, każda z pięciu córek przejęła inną część działalności. Paola była odpowiedzialna za futra i wyroby skórzane, Anna oraz Franca obsługiwały relacje z klientami, Carla koordynowała działalność, a Alda była odpowiedzialna za sprzedaż. Od 1980 roku siostry otwierają kolejne sklepy na całym świecie.

## Polska
Od 2014 roku Anna Fendi przyznaje nagrodę Anny Fendi dla Polskich producentów podczas International Fashion Fair Ptak Fashion City Poland.

## Nagrody
W październiku 2011 Anna Fendi jako pierwsza Włoszka została uhonorowana przez organizację International Women Forum miejscem w prestiżowym Hall of Fame w Waszyngtonie, przyznanym za: ciągły wkład w promocję piękna i produktów Made in Italy.
Córka Anny - Silvia Venturini Fendi też jest projektantką mody.